# Cascade Grawa
La cascade Grawa est une cascade du Sulzaubach située dans la Stubaital (Tyrol), du côté orographique de la vallée opposée à la Grawa Alm (1 530 m). Elle est facilement accessible à pied depuis la Stubaier Landesstrasse, qui se termine 2,7 km plus bas dans la vallée, à la station inférieure du Stubai Gletscherbahn. La cascade Grawa est la plus large de toutes les Alpes orientales, avec 85 m, et a une hauteur de chute d'environ 180 m. La surface de la roche striée, pas tout à fait verticale contribue ainsi à l'attrait du paysage.

## Géographie
La cascade de Grawa a été déclarée monument naturel en 1979 en vertu de la loi tyrolienne sur la protection de la nature. Elle est située dans la zone naturelle protégée de Serles - Habicht - Zuckerhütl. Le Sulzaubach, qui forme la cascade, est alimenté par les plus grands glaciers du bassin du Ruetz, à savoir le Sulzenauferner, le Fernerstube et le Grünauferner. Il présente donc les caractéristiques et le comportement de décharge d’un ruisseau de glacier.

## Faune et flore
Les courants glaciaires sont des écosystèmes très inhospitaliers, toujours froids, avec un débit élevé et des débits annuels et quotidiens très variables. Par conséquent, ils ont une faune hautement spécialisée et une flore associée à une biomasse comparativement faible. Dans la zone de la cascade elle-même, en raison des conditions extrêmes, il n’y a pratiquement pas d’insectes aquatiques ou d’autres animaux aquatiques. 
La forêt environnante est formée d'une population mixte de picea et de pins, avec des groupes individuels d'aulnes et de bouleaux et le sous-étage de mousses et d'arbustes à baies typiques de cette altitude et de cette exposition nord-ouest. La fine poussière d’eau des cascades permet la prospérité d’une flore de milieu humide spécifique à un site dont les arbres cultivés en lichen rappellent une forêt tropicale. 

## Tourisme
Au cours du Stubaier WildeWasserWeges, une ascension avec deux plates-formes d'observation a été érigée sur le bord ouest de la cascade en 2007-2008. 

### Liens Web
- WildeWasserWeg sur stubai.at